# Otanes
Otanes foi um nobre persa, filho de Farnaspes de acordo com Heródoto, pai de Fedímia, que por sua vez se casou com Cambises II, Gaumata e Dario I. Ele foi um dos coconspiradores de Dario I e corresponde a Utāna na própria lista de Dario de seus ajudantes na para derrotar Gaumata, mesmo que Utāna seja chamado de filho de Tucra. Visto que, de acordo com o relato mais confiável, ele era filho de Tucra e não de Farnaspes, ele não pode ter sido irmão de Cassandana e cunhado de Ciro, o Grande; assim, a intrincada rede de alianças matrimoniais descrita por Heródoto é corretamente questionada por M. Brosius. Evidentemente, havia várias figuras homônimas com o nome de Otanes, de modo que Heródoto confundiu algumas delas e assim nomeou erroneamente o conspirador Otanes como filho de Farnaspes. A solução proposta para resolver a contradição entre os nomes dos dois pais, é que Farnaspes era o nome real do pai de Otanes, enquanto Tucra de é um apelido, é completamente inacreditável tanto do ponto de vista histórico como o ponto de vista onomástico.